# Joffre Lleal
Joffre Lleal Ronda (Badalona, 3 d'agost de 1971) és un jugador de bàsquet professional ja retirat que ha desenvolupat la carrera esportiva en diferents equips d'Espanya i Portugal. Amb 1.91 m. jugava a la posició d'escorta.

## Carrera esportiva
Es va formar en les categories inferiors del Sant Josep de Badalona, equip que anys més tard es va vincular al Joventut. La seva primera experiència com a professional la va gaudir a les files del Montehuelva, a la temporada 1991/92.
Una temporada després va tornar a fitxar pel Sant Josep, sent un dels jugadors vinculats al primer equip del Joventut, disputant un partit a la Lliga Europea (segona ronda prèvia a la fase de grups contra ASK Broceni) que l'equip badaloní va acabant conquistant la temporada 1993-94. Aquella temporada va ser el màxim anotador del Sant Josep de Badalona (16,5 ppp) que va disputar la Primera Divisó i va jugar els play-off d'ascens a ACB, essent eliminat a segona ronda pel Salamanda. La seva progressió com a jugador el va portar a formar part de la plantilla sènior del 7Up Joventut de la temporada 1994/95. El gener de 1995, i sense haver arribat a debutar a ACB, és tallat per l'equip verd i negre i immediatament fitxa pel CB Múrcia, equip amb el qual finalment debuta a la lliga ACB.
La temporada 1995/96 acaba jugant a les files del conjunt de lliga EBA Vinya Costeira Verín, el que li porta un any més tard a fitxar pel U. Oliveirense de la màxima categoria del bàsquet portuguès a la recerca de més qualitat competitiva. A Portugal disputa un total de 5 temporades consecutives convertint-se en un dels millors jugadors i màxims anotadors de la lliga com ho demostra el fet que va participar en 5 All Star consecutius d'aquesta lliga. A més va conquerir el títol de lliga de la temporada 1999/00 quan pertanyia al UD Ovarense.
En la temporada 2001/02 torna a Espanya per fitxar pel Càceres C.B. de la lliga ACB en el qual roman fins al final de la temporada 2002/03. El curs següent torna a Portugal per jugar a les files del UD Ovarenese novament, i la seva destacada actuació li torna a portar a participar en l'All Star per 6a vegada
La temporada 2004/05 la inicia en les files de l'UB Sabadell de la LEB2, encara que la seva bona campanya fa que acabi la campanya jugant al Cantàbria Lobos de la LEB. A la temporada 2005/06 fitxa pel WTC Cornellà de la LEB2, vinculat al FC Barcelona, on roman fins que a la 2007/08 marxa a jugar al CB Prat, equip vinculat del Joventut de Badalona.